# Марцін Матушевич
Марцін Антоній Матушевич, інші форми прізвища: Matusewicz; Matusiewicz; Matuszewic, псевдонім: Один із литовських громадян (нар. 11 листопада 1714 р. в Єльні на Підляшші, пом. 9 липня 1774 р.) — каштелян Берестейський у 1768—1774 рр., земельний суддя Берестя в 1765 р. 1768 р. сурогатор міста Берестя в 1751—1752 рр., стольник у Бересті в 1746—1765 рр., підстольник Берестейський у 1740—1746 рр., міський писар м. Берестя в 1738—1751 рр., мемуарист, поет.

## Біографія
Народився в Єльні на Підляшші як син стоклиського старости Єжи. Навчався в єзуїтських школах у Кам'янці, Бересті, Дорогичині та Варшаві. Був мушкетером на службі в Августа II. Після 1733 р. воював на боці Станіслава Лещинського. Послідовно був берестейським писарем (1738) і підстолим (1740). У 1748 р. був депутатом сейму. Через чотири роки (1752 р.) він став стольником берестейським, а в 1765 р. — земським суддею Берестя. Як посол Берестя-Литовського воєводства до виборчого сейму 1764 року і депутат до pacta conventa з провінції Великого князівства Литовського, був курфюрстом Станіслава Августа Понятовського 1764 року від Берестя-литовського воєводства. У 1767 р. знову був послом на сеймі. У 1768 р. став каштеляном Берестейським.
1 січня 1756 року він одружився з Анною Немирович-Щитт, дочкою Юзефа, каштеляна Мстиславського, і Петронелли Володкевичівної, вдови каунаського мечоносця Ігнація Хелховського. Від батька (помер у 1754 р.) успадкував село Расна, куди переїхав із родиною. У 1760—1761 роках у його маєтку жив Онуфрій Коритинський.
Він належав до бідної знаті, але завдяки власним здібностям і турботі багатих захисників досяг значних посад. Послідовно підтримував Яна Фридерика Сапігу, Міхала Фридерика Чарторийського та, нарешті, Михайла Казимира «Рибонька» та Кароля Станіслава «Пана-коханця» Радзивілла, дотримуючись деяких партій. Перехід під опіку Радзивіллів ледь не коштував йому втрати шляхетства, за яку Чарторийський дорікнув через корумпованих свідків. Згодом Чарторийський помирився з Матушевичем, який отримав посаду земельного судді в Берестя(1765). У 1767 році став генеральним секретарем Радомської конфедерації і як депутат сейму Репніна був парламентським секретарем, за що в наступному році (1768) отримав грошову платню та посаду каштеляна Берестейського. Багаторазовий депутат Литовського трибуналу. Він залишався нейтральним щодо Барської конфедерації.
Батько Тадеуша, міністра фінансів герцогства Варшавського з 30 вересня 1810 р. і міністра фінансів Королівства Польського у 1815—1817 рр., а також Вікторії після Самуїла графа Голейвського та Бенедикти Констанції за Михаїлом Залеським.
Помер у віці 59 років (1773).

## Творчість
Писав польською та латинською мовами. Він перекладав сатири Горація (вид. Варшава 1784 р.).
Наприкінці життя він писав щоденники великої історичної та моральної цінності, що охоплюють 1714—1764 роки. Вперше вони були опубліковані 1876 р. у 4-х томах у Варшаві під заголовком «Спогади Марціна Матушевича берестейсько-литовського каштеляна 1714—1765» за оригінальними рукописами автора, підготовленими польським архівістом та істориком Адольфом Павінським.
Юзеф Ігнацій Крашевський використав їх для написання роману «Саксонські залишки».

### Більш важливі промови та пісні
- Промова … до J.K. Mci з Трибуналу В. К. Литовського, повстання 1740, вид. Ю. Данейкович Островський у: Swada polska i łacińska т. 1, Люблін 1745 р.
- Промови … (минулі) 27 вересня 1762 р. на прощання духовного трибуналу при від'їзді … єпископа Массальського, «Wiadomości Literackie» додаток до «Kurier Litewski» 1762 р.
- Застереження на «Моніторі», напис. у вересні 1763 р., рукопис (копія): Бібліотека Польської Академії Наук Краків, ном. 1135 (пт. Обережно щодо сценарію, розкиданого під заголовком «Причини для переміщення Конфедерації»)
- Щоденник мого життя, скільки я можу згадати. Воно написано для повідомлення моїх нащадків і для попередження, чого слід уникати і чого слідувати , напис. 1754 р., вид. Адольфом Павінським pt. Щоденники Марціна Матушевича, каштеляна Берестейсько-Литовського 1714—1765 т. 1-4, Варшава 1876, опубл. другий під оригінальною назвою Щоденник мого життя, вид. Богдан Кроліковський і Зофія Зєлінська, Варшава 1986
- Щоденник Всховської ради 1755 р. (втрачено).

Більше того, Матушевич мав написати: Діалог у прозі з віршем про багача, що кидає світ, еротика (1755), Ода до Пресвятої Богородиці з проханням про захист бідних (1764) та панегіричні вірші (див. Бартошевич: Про каштеляна Берестейського Матушевича як поета. За його власними словами, він мав допомогти Онуфрію Коритинському в написанні Олькиницької сутички та перекладі пісень Горація. За припущенням А. Сайковського: скоріше Коритинський допомагав Матушевичу в його літературній творчості.

### Переклади
- К. Ф. Горацій: Сатири всі. У польському вірші, викладеному одним із громадян Литви, 1752—1762 рр., вид. Вільнюс 1784 ; фрагм. із рукопису (текст відрізняється від друкованого) вид. J. Бартошевич: Dzieła т. 9, Краків 1881, стор. 63-71 (тут: передмова перекладача до читача; уривок закінчення додатка до сатири 2 книга 1; уривок із сатири Qui fit Maecenas … ; сатира 8 книга 2) ; рукопис: Ossolineum, ном. 12432 / II; (деякі сатири перекладач переписав).

Матушевич мав також перекласти оду Горація Ne forte credas interitura... (IV, 8); лист Cum tot sustineas et tanti negotio solus... (II, 1); і — ймовірно — сатира Буало Про справжню точку честі (див.: Bartoszewicz вище).

### Листи
- До Мніщу Й. А., 1763 р., рукопис: Бібліотека Чарторийських, ном. 3859
- Листування з Я. А. Залуським 1767 р., рукопис: Національна бібліотека, ном. 3267
- До А. Красінського від 24 серпня 1769 р., рукопис: Бібліотека Чарторийських, ном. 942; фрагменти огл. В. Конопчинський у: Добірка текстів для Барської конфедерації, Краків (1928), «Національна бібліотека» серія I, No 102
- До Станіслава Августа, рукопис: Бібліотека Чарторийських, ном. 672
- Від прусського короля від 20 вересня 1769 р., копія: G. Benoit, рукопис: Ossolineum, ном. 1407, стор 480
- Від Я. Огродзького від 26 січня 1771 р. фрагменти огл. Г. Шмітт у: Джерела, що стосуються першого періоду правління Станіслава Августа до 1773 р., Львів 1884 р., с. 120—121.

## Виноски
1. ↑  Тезаурус CERL — Consortium of European Research Libraries.
2. ↑  Internetowy Polski Słownik Biograficzny
3. ↑  Urzędnicy Wielkiego Księstwa Litewskiego. Spisy, t. VIII, Ziemia brzeska i województwo brzeskie XIV‒XVIII wiek / за ред. A. Rachuba — Warszawa: 2020. — С. 127. — ISBN 978-83-65880-89-5
4. ↑  Urzędnicy Wielkiego Księstwa Litewskiego. Spisy, t. VIII, Ziemia brzeska i województwo brzeskie XIV‒XVIII wiek / за ред. A. Rachuba — Warszawa: 2020. — С. 100. — ISBN 978-83-65880-89-5
5. ↑  Niekiedy podawana jest data 1784, np. Bibliografia Estreichera [Архівовано 29 серпня 2011 у Wayback Machine.]
6. ↑  Niekiedy podawana jest data 21 XI 1773, np. Marcin Matuszewicz h. Łabędź (M.J. Minakowski, Genealogia potomków Sejmu Wielkiego) [Архівовано 23 жовтня 2021 у Wayback Machine.]
7. ↑  Urzędnicy Wielkiego Księstwa Litewskiego. Spisy, t. 8: Ziemia brzeska i województwo brzeskie XIV—XVIII wiek, pod red. A. Rachuby, Warszawa 2020, s. 368.
8. 1 2 3 4 5 6  S. Orgelbranda Encyklopedja Powszechna. Warszawa: Wydawnictwo Towarzystwa Akcyjnego Odlewni Czcionek i Drukarni S. Orgelbranda Synów, XIX i pocz. XX wieku (może wymagać uaktualnienia).
9. ↑  Akt elekcyi Roku Tysiąć Siedemset Sześćdziesiątego Czwartego, Miesiąca Sierpnia, Dnia dwudziestego siódmego, s. 105.
10. ↑  A. Haratym, Szczytt Niemirowicz Józef w: Polski Słownik Biograficzny, Zeszyt 195, 2011, s. 261
11. ↑  Matuszewicz Marcin w: Polski Słownik Biograficzny, Tom XX, s. 222
12. ↑  Zakrzewski, 1897.